# Sintagma determinante
En sintaxis, un sintagma determinante es un tipo de sintagma en el que el núcleo sintáctico es un determinante. En el análisis moderno muchos sintagmas considerados previamente como sintagmas nominales se analizan como sintagmas determinantes, lo cual permite interpretar algunos hechos previamente inexplicados de la estructura sintáctica. Por ejemplo, en la frase el niño pequeño, el núcleo del sintagma determinante es el, siendo el sintagma nominal niño pequeño su complemento.
En la interpretación estándar del sintagma determinante, el sintagma nominal es un complemento sintáctico del determinante.  Esto contrasta con el análisis de la gramática tradicional donde se considera que el núcleo de muchos argumentos verbales encabezados por un determinante es el nombre. En el análisis del sintagma determinante, es el determinante el que es el núcleo de dicho sintagma. La mayor parte de los lingüistas generativistas incorporan este análisis de una manera u otra.

## Historia
El análisis común de un sintagma determinante de acuerdo con la teoría de la X-barra es el siguiente:

Es decir el complemento de un sintagma determinante es un sintagma nominal. Dado que un sintagma nominal sólo puede ser parte de un único sintagma determinante y un sintagma determinante tiene un solo núcleo, se sigue que un nombre sólo puede ir precedido de un único determinante, un hecho que se explicaba bien en el análisis tradicional mediante los sintagmas nominales exclusivamente.
El análisis generativista que usa el sintagma determinante (SD) aprecia una conexión importante entre pronombres y determinantes. Dentro de la hipótesis del sintagma determinante por ejemplo los artículos de las lenguas romances son vistos como un núcleo sintáctico, más que como un especificador del nombre. Esta hipótesis explicaría la coincidencia de forma de los clíticos verbales de tercera persona en las lenguas románicas y los artículos definidos. Si se concibe a los determinantes como núcleos sintácticos, los artículos no serían otra cosa que un núcleo acompañado de un complemento (el SN) y los clíticos verbales como el determinante desnudo sin complemento. Eso explicaría frases como:
Cómete [SDla manzana]
¡Cómetela! = Cómete[SDla Ø]

## Abreviatura
- SN sintagma nominal,
- SD sintagma determinante,
- SV sintagma verbal,
- N núcleo sintáctico, nombre, adjetivo o pronombre,
- V verbo,
- P preposición,
- C complemento sintáctico (complemento),
- CD complemento directo
- CI complemento indirecto
- CP construcción preposicional
- D determinante